# Valla distrikt
Valla distrikt er et svensk folkeregisterdistrikt i Tjörns kommun og Västra Götalands län.
Distriktet ligger ligger i Bohuslän og på Sveriges sjettestørste ø (Tjörn), hvor der udgør øens nordøstlige del. Distriktet blev oprettet den 1. januar 2016.

## Tidligere administrativ inddeling
Frem til 1862 hed området Valla Sogn (Valla socken). Dette år blev de verdslige anliggender overtaget af Valla Landkommune (Valla landskommun), der i 1952 blev lagt sammen med de andre kommuer på Tjörn. Den nye kommune (Tjörns landskommun) skiftede navn til Tjörns kommun i 1971.
I 1862 blev de kirkelige anliggender overtaget af Valla Menighed (Valla församling). Menigheden var et selvstændigt pastorat frem til 1925. Fra 2010 tilhører Valla Menighed Tjörns pastorat.
58°02′32″N 11°42′59″Ø / 58.04222°N 11.71639°Ø